# 欧蒂 (塔恩-加龙省)
欧蒂（法語：Auty，法語發音：[oti]）是法国奧克西塔尼大區塔恩-加龙省的一个市镇，属于蒙托邦区。该

## 地理
欧蒂（44°11'28"N, 1°28'2"E）面积7.42 平方千米，位于法国奧克西塔尼大區塔恩-加龙省，该省份为法国西南部内陆省份，北起顺时针与洛特省、阿韦龙省、塔恩省、上加龙省、热尔省和洛特-加龙省接壤。
与欧蒂接壤的市镇（或旧市镇、城区）包括：莫利耶尔、蒙塔尔扎、凯尔西地区蒙珀扎、圣樊尚多泰雅克。

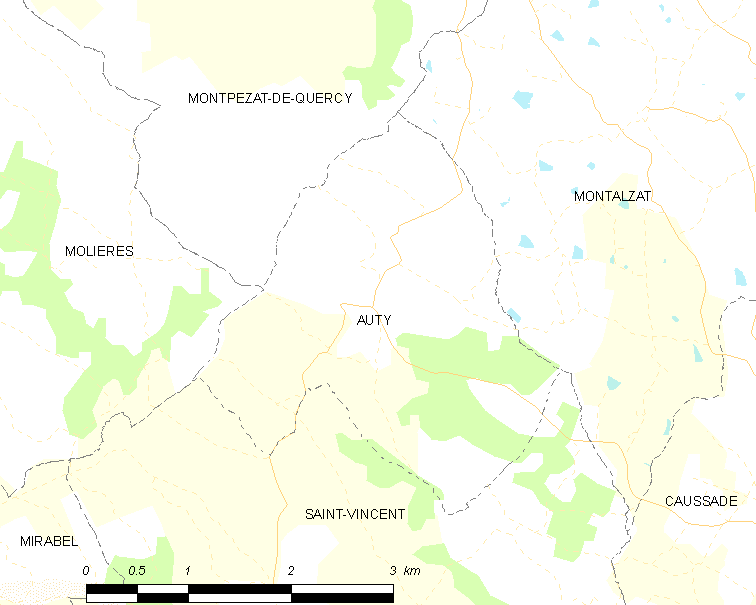
的OSM定位图

欧蒂的时区为UTC+01:00、UTC+02:00（夏令时）。

## 行政
欧蒂的邮政编码为82220，INSEE市镇编码为82007。

## 政治
欧蒂所属的省级选区为凯尔西-阿韦龙县。

## 人口

1962-2008年间人口变化图示

欧蒂于2022年1月1日时的人口数量为144人。